# Jo’aw Donat
Jo’aw Donat (hebr. יואב דונט, ur. 28 czerwca 1980 w Aszkelonie) – izraelski aktor.

## Kariera
W 2009 wcielił się w rolę Szmulika w izraelskim dramacie wojennym Liban w reżyserii Szemu’ela Ma’oza. Za tę rolę był nominowany przez Izraelską Akademię Filmową do nagrody Ofir dla najlepszego aktora w 2009 roku. W 2012 zagrał żołnierza w dramacie Inch'Allah w reżyserii Anaïs Barbeau-Lavalette. W 2014 wystąpił w izraelskim serialu Podwójna gra o  zamachu dokonanym przez agentów Mossadu na lidera Hamasu. W 2015 zagrał w dreszczowcu izraelskim Mężczyzna w ścianie w reżyserii Evgeny Rumana.